# Идеальное свидание
«Идеальное свидание» (англ. The Perfect Date) — американский комедийный фильм режиссёра Криса Нельсона. Сценарий был написан Стивом Блюмом Рэнделом Грином, основан на романе Стива Блюма «The Stand-In». В главных ролях Лора Марано, Ной Сентинео, Камила Мендес, Одисеас Георгиадис, Мэтт Уолш.
Премьера фильма состоялась на сервисе Netflix 12 апреля 2019 года.

## Сюжет
Чтобы заработать деньги для колледжа, старшеклассник запускает приложение, предлагающее свои услуги в качестве фиктивного свидания. Но когда возникают настоящие чувства, все усложняется.

## В ролях
- Лора Марано — Селия Либерман
- Ноа Сентинео — Брукс Реттиген
- Камила Мендес — Шелби Пейс
- Мэтт Уолш — Чарли Раттиган
- Одисеас Георгиадис — Мёрф
- Уэйн Пер — Делберт Ньюхаус
- Эван Кастелло — Уоррен
- Джо Крест — Джери Либерман
- Сью-Линн Ансари — девушка в очках
- Кэрри Лазар — Лиллиан Либерман
- Блейн Керн III — Франклин Уолли
- Джаред Банкенс — Тоби

## Производство
В марте 2019 года было анонсировано, что Лора Марано, Ноа Сентинео, Камила Мендес, Одисеас Георгиадис, Мэтт Уолш присоединились к актёрскому составу. В январе 2019 года компания Netflix приобрела права на показ фильма «Идеальное свидание».
Съёмочный период начался в марте 2018 года в городе Новый Орлеан, Луизиана.

## Прокат
Мировой релиз фильма состоялся на сервисе Netflix 12 апреля 2019 года.

### Маркетинг
Трейлер был выпущен 26 марта 2019 года на YouTube канале Netflix.

## Критика
Фильм получил положительные отзывы кинокритиков. На сайте Rotten Tomatoes фильм имеет рейтинг 83 % на основе 12 рецензий со средним баллом 6,12 из 10.

## Примечание
1. ↑  The Perfect Date | Netflix Official Site. www.netflix.com. Дата обращения: 30 марта 2019. Архивировано 28 марта 2019 года.
2. ↑  Amanda N'Duka, Amanda N'Duka. Camila Mendes, Laura Marano, Noah Centineo & Matt Walsh Star In ‘The Stand-In’ From Awesomeness Films (англ.). Deadline (27 марта 2018). Дата обращения: 30 марта 2019. Архивировано 28 марта 2018 года.
3. ↑  NETFLIX ACQUIRES NOAH CENTINEO, LAURA MARANO AND CAMILA MENDES STARRER “THE PERFECT DATE” FROM AWESOMENESS FILMS AND ACE ENTERTAINMENT (англ.). Netflix Media Center. Дата обращения: 30 марта 2019. Архивировано 30 марта 2019 года.
4. ↑  April Dawn. “Riverdale” Star Camila Mendes, Lands Role in “The Stand-in” Along With Laura Marano, Noah Centineo & Matt Walsh (англ.). The Tracking Board (27 марта 2018). Дата обращения: 30 марта 2019. Архивировано 30 марта 2019 года.
5. ↑  Netflix. The Perfect Date | Official Trailer [HD] | Netflix (26 марта 2019). Дата обращения: 30 марта 2019. Архивировано 30 марта 2019 года.
6. ↑  The Perfect Date (2019) (англ.). Rotten Tomatoes. Дата обращения: 21 апреля 2019. Архивировано 13 апреля 2019 года.